# Kostel svatého Jana Nepomuckého (Podmokly)
Kostel svatého Jana Nepomuckého (Thunovská kaple) je hrobní sakrální stavba v děčínské čtvrti Letná (Děčín VI).  Tzv. Thunovská kaple je chráněna jako kulturní památka České republiky. Od roku 2008 je kaple ve správě příspěvkové organizace Zámek Děčín.

## Historie

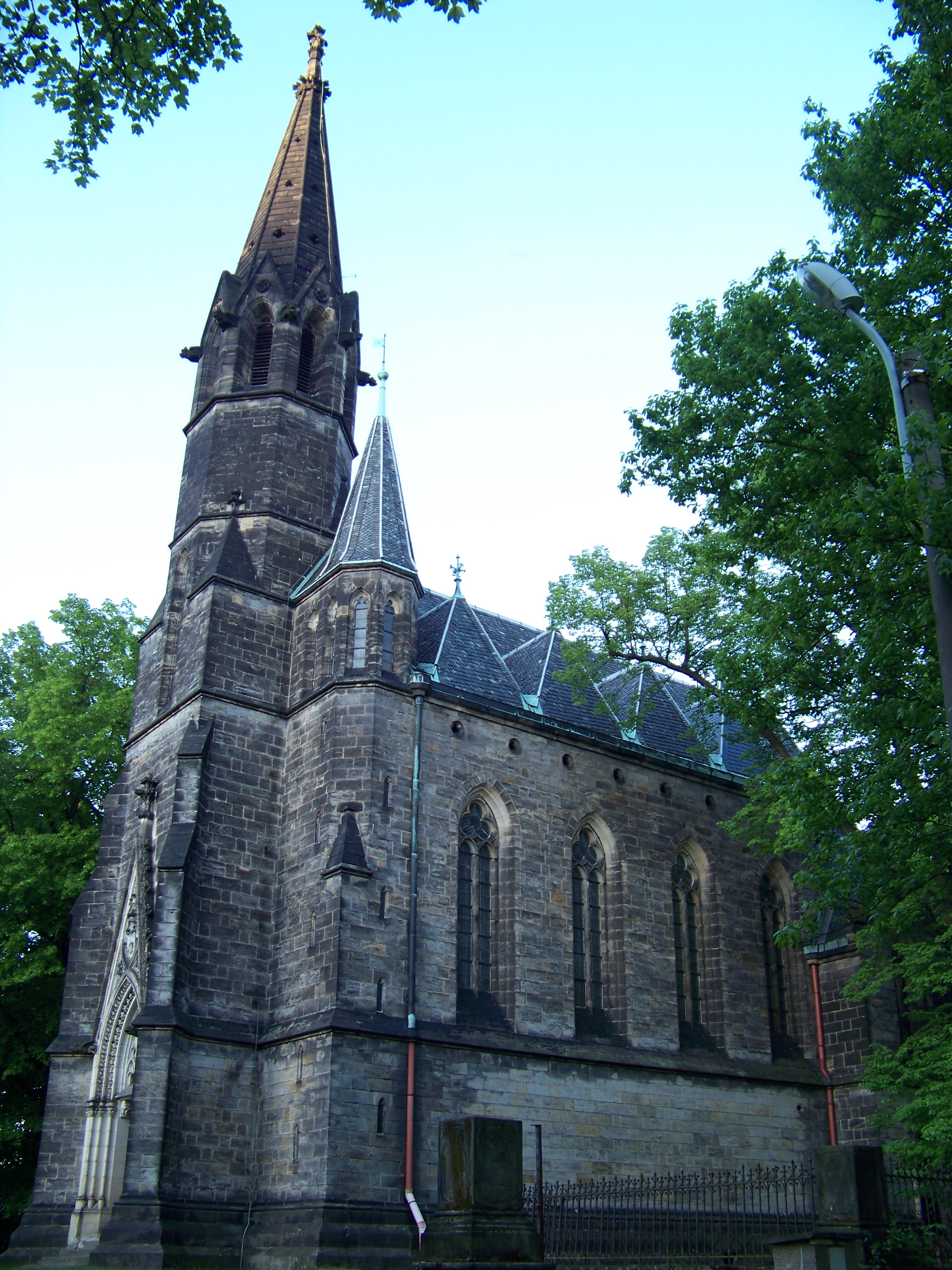
Thunovský pohřební kostel (kaple) z boku

Původní poutní barokní kostelík byl v místě postaven v letech 1722–1732 z nadšení místních farníků pro blahoslavení nového českého patrona sv. Jana Nepomuckého. Za Josefa II. byl zrušen a později rozebrán. V letech 1869–1872 na jeho místě nechal hrabě František Antonín I. z Thun-Hohensteinu (1786–1873)  postavit novogotickou kapli s rodinnou hrobkou. Stavitelem byl Josef Mocker, který postupoval podle plánů vídeňského architekta Friedricha von Schmidta.

## Architektura
Jedná se o pseudogotický jednolodní obdélný kostelík s polygonálním presbytářem, příčnou lodí a věží. Oltář pochází z roku 1872. Na terase kolem kostela je řada barokních soch z roku 1732. Sochy jsou dílem místních kamenosochařů, na jejich vytvoření měl být použit kámen z lomů v Oldřichově nebo Bělé u Děčína. V roce 1872 byly sochy upraveny a doplněny (2 byly zničeny). Autorem oltářního obrazu Bolestné matky je Josef Matyáš Trenkwald. Protože sochy jsou v havarijním stavu, jsou postupně snímány a ukládány do vnitřních prostor kaple. Podle možností je prováděna jejich restaurace se záměrem umístit je na jejich původní místa. 

## Hrobka rodu Thun-Hohensteinů
Pod kaplí se nachází krypta rodu Thun-Hohenstein. Už pod původní kaplí byla v letech 1834–1835 zřízena rodová hrobka. V roce 1835 byly do krypty převezeny ostatky členů rodu z 18. a 19. století z hrobky Thun-Hohensteinů na děčínském hřbitově. V roce 1889 nechal František Antonín Thun-Hohenstein navíc při východní straně kaple zřídit dvě vnější hrobky pro rodiny svých strýců Františka (1809–1870) a Lea (Lva) (1811–1888). V roce 1929 byl v kryptě pohřben např. 2. kníže Jaroslav. Thun-Hohensteinové byli v Chrástu pohřbíváni až do roku 1935. V roce 1995 došlo ke zpopelnění ostatků 31 členů rodu a k uložení schránek do krypty kostela Povýšení sv. Kříže v Děčíně. V roce 2007 byly z hrobů u tohoto kostela do kostela Povýšení sv. Kříže přeneseny zpopelněné ostatky ještě dalších sedmi členů rodu. Mezi nimi byli sourozenci František mladší Thun-Hohenstein, který se angažoval ve Společnosti vlasteneckých přátel umění, Krasoumné jednotě a Jednotě pro dostavění chrámu svatého Víta, jeho mladší bratr hrabě Lev, český a rakouský politik, prezident českého gubernia v revolučním roce 1848 a dlouholetý rakouský ministr kultu a vyučování, a hraběnka Josefína Alžběta, zvaná Juža (1815–1895), které skladatel Fryderik Chopin (1810–1849) při své návštěvě Děčína v roce 1835 věnoval valčík As-dur, opus 34, číslo jedna, který je znám pod označením Děčínský.